# Herbert Lütkebohmert
Herbert "Aki" Lütkebohmert (ur. 24 marca 1948 w Heiden, zm. 29 października 1993 w Essen) – niemiecki piłkarz grający na pozycji środkowego pomocnika.

## Kariera piłkarska

### Początki kariery
Herbert Lütkebohmert karierę piłkarską rozpoczął w juniorach Viktorii Heiden, a następnie reprezentował barwy juniorów TuS Borken. W 1966 roku podpisał profesjonalny kontrakt z klubem Regionalligi West – Viktorią Heiden, w której grał do 1968 roku. 

### Schalke Gelsenkirchen
Lütkebohmert następnie został zawodnikiem Schalke Gelsenkirchen, w barwach którego 31 sierpnia 1968 roku zadebiutował w Bundeslidze w zremisowanym 1:1 meczu wyjazdowym z VfB Stuttgart. Łącznie w swoim pierwszym sezonie w Bundeslidze rozegrał 26 meczów, w których strzelił 3 gole oraz dotarł z Królewsko-Niebieskimi do finału Pucharu Niemiec rozegranym na Waldstadion we Frankfurcie, w którym Lütkebohmert nie wystąpił, a jego drużyna przegrała 2:1 z Bayernem Monachium. Najlepszym sezonem w karierze Lütkebohmerta był sezon 1971/1972, w którym Lütkebohmert sięgnął z Schalke Gelsenkirchen po wicemistrzostwo Niemiec oraz zdobył Puchar Niemiec po zwycięstwie Królewsko-Niebieskich 5:0 w finale z FC Kaiserslautern, w którym w 57. minucie Lütkebohmert strzelił gola dla Królewsko-Niebieskich na 3:0.

### Skandal w Bundeslidze
W 1971 roku wybuchł skandal, gdyż okazało się, że kilku zawodników Schalke Gelsenkirchen zostało przekupionych w sezonie 1970/1971. Jednym z zawodników okazał się Lütkebohmert, w związku z czym 18 marca 1973 roku został zawieszony przez DFB na 2 lata. Ówczesny selekcjoner reprezentacji RFN – Helmut Schön oznajmił, że bez tego zawieszenia powołałby Lütkebohmerta do reprezentacji RFN na mistrzostwa świata 1974, w których RFN był gospodarzem. W styczniu 1974 roku Lütkebohmert został ułaskawiony, jednak w 1976 roku został skazany wraz z innymi zawodnikami Schalke Gelsenkirchen za krzywoprzysięstwo w związku ze skandalem. Musiał także zapłacić 10 000 marek niemieckich na rzecz organizacji German Cancer Aid – działającej na rzecz walki z rakiem.

### Późniejsze lata
Lütkebohmert w sezonie 1976/1977 zdobył wicemistrzostwo Niemiec, a po sezonie 1978/1979 władze Schalke Gelsenkirchen nie przedłużyły z Lütkebohmertem kontraktu, w związku z czym po rozegraniu 286 meczów ligowych oraz strzeleniu w nich 28 goli Lütkebohmertem odszedł z klubu. Następnie w 1979 roku został zawodnikiem klubu Oberligi Nadrenii Północnej-Westfalii – FC Bocholt, z którym w sezonie 1979/1980 wygrał rozgrywki ligowe i awansował do 2. Bundesligi, a po sezonie 1981/1982 po raz pierwszy zakończył piłkarską karierę. Jednak w 1984 roku wznowił piłkarską karierę w Olympii Bocholt, w której w 1985 roku w wieku 37 lat ostatecznie zakończył piłkarską karierę.

## Sukcesy
Schalke Gelsenkirchen
- Wicemistrzostwo Niemiec: 1972, 1977
- Puchar Niemiec: 1972
- Finał Pucharu Niemiec: 1969

FC Bocholt
- Awans do 2. Bundesligi: 1980

## Śmierć
Herbert Lütkebohmert urodził się jako najmłodszy z jedenaściorga rodzeństwa. Był ojcem dwójki dzieci. Zmarł 29 października 1993 w Essen w wieku 45 lat na nowotwór kości.

## Upamiętnienie
10 maja 2010 roku podczas corocznego walnego zgromadzenia Schalke Gelsenkirchen podjęto corocznym o nadaniu szatni klubu imienia Lütkebohmerta.